# 斯托尼波因特 (肯塔基州)
斯托尼波因特（英語：Stoney Point）是位於美國肯塔基州波旁縣的一個非建制地區。

## 歷史
斯托尼波因特曾是肯塔基中部鐵路（Kentucky Central Railroad）的一個中途站。斯托尼波因特的郵政局於1858年開設，後於1892年結束營運。

## 地理
斯托尼波因特所處的海拔為高於海平面288米（即945英呎），而該地所採用的時區為UTC-5，即北美東部時區（EST）。同時該地設有夏令時間，為UTC-5調快一小時，即UTC-4（EDT）。